# بازگردانی پادشاهی انگلستان

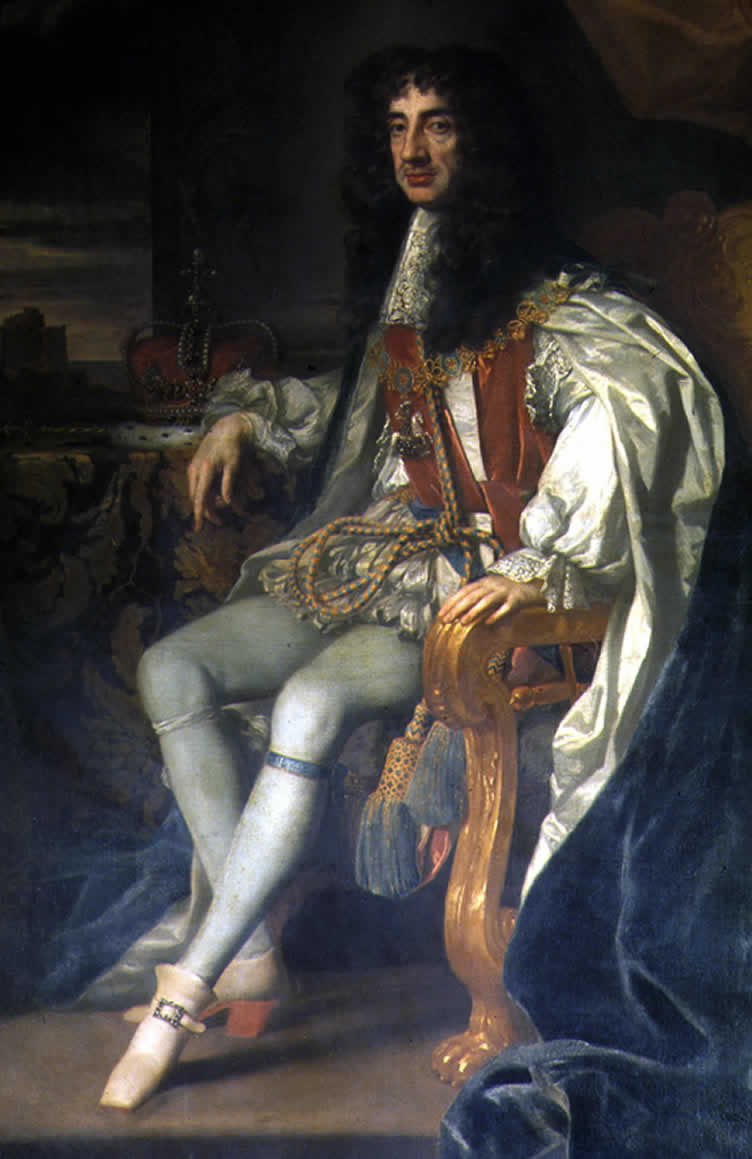
نگاره‌ای از چارلز دوم انگلستان نخستین پادشاه انگلستان پس از بازگرداندی پادشاهی

بازگردانی پادشاهی انگلستان (به انگلیسی: Restoration) دورانی از تاریخ انگلستان بود که سه پادشاهی مستقر در جزیره‌های بریتانیا و ایرلند شامل پادشاهی اسکاتلند، پادشاهی انگلستان و پادشاهی ایرلند زیر سلطهٔ یک شاه به نام چارلز دوم، پادشاه انگلستان درآمدند. این بازگردانی حاصل جنگ‌های سه پادشاهی که معروف‌ترین آن‌ها جنگ‌های داخلی انگلستان می‌باشد، بود. اصطلاح بازگردانی پادشاهی انگلیسی، گاه همچنین برای اشاره به دورهٔ حکومت چارلز دوم، پادشاه انگلستان و برادرش جیمز دوم، پادشاه انگلستان استفاده می‌شود.